# 1493

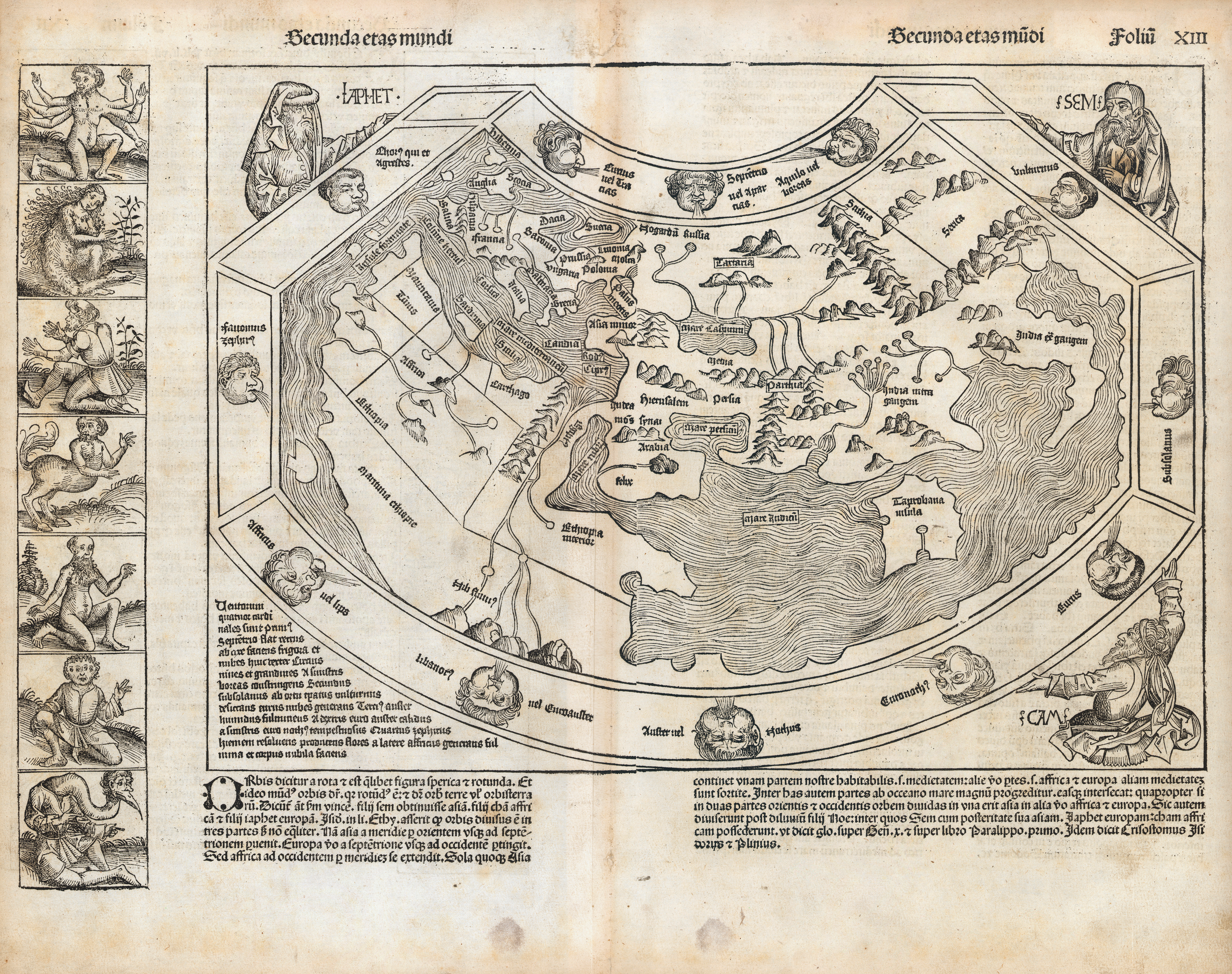
Mappa del mondo del 1493 di Hartmann Schedel

Il 1493 (MCDXCIII in numeri romani) è un anno  del XV secolo.

## Eventi
- 2 gennaio – Cristoforo Colombo riprende la rotta verso l'Europa.
- 4 gennaio – Cristoforo Colombo lascia il Nuovo Mondo per far ritorno in Europa.
- 15 febbraio/16 febbraio – Colombo scrive una lettera al Tesoriere privato del Re.
- 15 marzo – Cristoforo Colombo arriva in Europa.
- 4 maggio – Papa Alessandro VI spartisce, con la bolla Inter caetera il Nuovo Mondo tra Spagna e Portogallo.
- 11 giugno – Cristoforo Colombo riparte per la seconda volta alla volta del Nuovo Mondo; insieme a lui, da Cadice partono 1200 uomini a bordo di 17 navi. Nei tre anni successivi Colombo esplora le isole Leeward, Porto Rico e Jamaica.
- 28 luglio – Un enorme incendio devasta Mosca.
- 19 novembre – Cristoforo Colombo, durante il suo secondo viaggio alle Antille, scopre l'isola di Porto Rico.

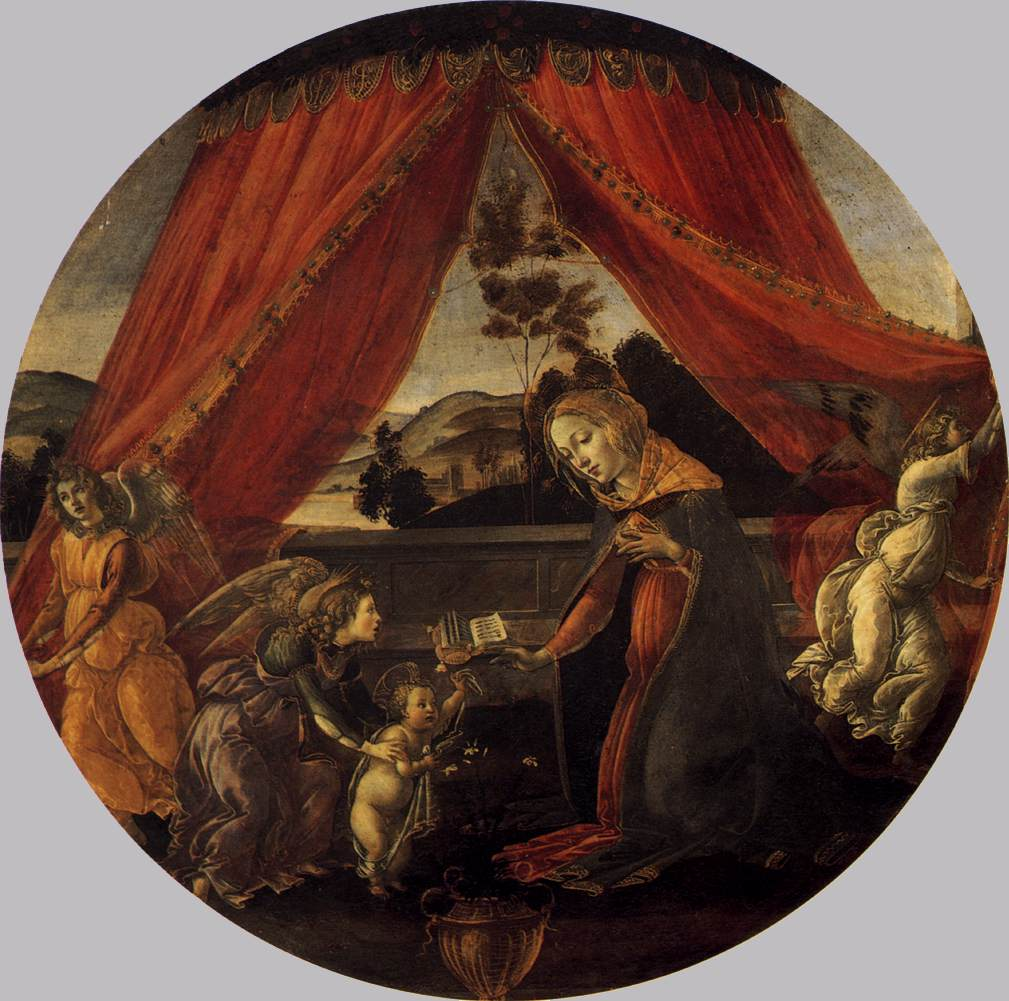
Botticelli: Madonna del Padiglione – Pinacoteca Ambrosiana (Milano)

- Botticelli: Madonna del Padiglione – Pinacoteca Ambrosiana (Milano)28 novembre – Di ritorno sull'isola di Hispaniola, Colombo si rende conto che l'avamposto di La Nadividad è stato distrutto dai nativi locali.

## Senza Data
- Ivan III si proclama sovrano della Russia
- Sandro Botticelli dipinge la "Madonna del padiglione" o "Madonna con il Bambino e tre angeli", conservata presso la Pinacoteca di Brera.
- Marco Palmezzano dipinge la Madonna con il Bambino e Santi, conosciuta anche come "Sacra conversazione" e conservata presso la Pinacoteca di Brera.
- Vyborg venne ufficialmente riconosciuta come città, sotto il controllo svedese.

## Nati

### Gennaio
- 1º gennaio - Pargali Ibrahim Pascià, funzionario ottomano († 1536)
- 2 gennaio - Luigi di Borbone-Vendôme, cardinale e vescovo cattolico francese († 1557)
- 6 gennaio - Olaus Petri, religioso svedese († 1552)
- 9 gennaio - Giovanni di Brandeburgo-Ansbach, nobile tedesco († 1525)
- 10 gennaio - Nicolaus Olahus, arcivescovo cattolico e alchimista ungherese († 1568)
- 21 gennaio - Giovanni Poggio, cardinale e vescovo cattolico italiano († 1556)
- 25 gennaio - Massimiliano Sforza, duca italiano († 1530)
- 26 gennaio - Ippolita Sforza, nobile († 1501)

### Marzo
- 5 marzo - Anna Bijns, poetessa fiamminga († 1575)
- 15 marzo - Anne de Montmorency, militare e nobile francese († 1567)

### Aprile
- 11 aprile - Giorgio I di Pomerania, nobile tedesco († 1531)
- 25 aprile - Giovanni Gaddi, letterato italiano († 1542)

### Maggio
- 5 maggio - Alessandro Pasqualini, architetto italiano († 1559)
- 6 maggio - Girolamo Seripando, cardinale e arcivescovo cattolico italiano († 1563)

### Giugno
- 5 giugno - Justus Jonas, teologo e poeta tedesco († 1555)
- 10 giugno - Anton Fugger, banchiere e mercante tedesco († 1560)

### Agosto
- 10 agosto - Andrea Matteo Palmieri, cardinale e arcivescovo cattolico italiano († 1537)
- 24 agosto - Girolamo Bellarmato, architetto, ingegnere e cartografo italiano († 1555)

### Settembre
- 28 settembre - Agnolo Firenzuola, scrittore italiano († 1543)

### Ottobre
- 14 ottobre - Shimazu Tadayoshi, militare giapponese († 1568)
- 26 ottobre - Francesco Sfondrati, cardinale e arcivescovo cattolico italiano († 1550)

### Novembre
- 11 novembre - Bernardo Tasso, poeta italiano († 1569)
- 13 novembre - Guglielmo IV di Baviera, duca († 1550)
- 14 novembre - Paracelso, medico, alchimista e astrologo svizzero († 1541)
- 25 novembre - Osanna di Cattaro, religiosa montenegrina († 1565)

### Dicembre
- 9 dicembre - Íñigo López de Mendoza, nobile spagnolo († 1566)
- 27 dicembre - Johann Pfeffinger, teologo tedesco († 1573)
- 31 dicembre - Eleonora Gonzaga della Rovere, duchessa italiana († 1550)

### Senza giorno specificato
- Asakura Takakage, militare giapponese († 1548)
- Orazio Baglioni, nobile e condottiero italiano († 1528)
- Ermolao Barbaro, politico italiano († 1556)
- Ginevra Bentivoglio, nobildonna italiana († 1524)
- Michele Bertucci, pittore italiano († 1520)
- Theobald Billicanus, umanista tedesco († 1554)
- Giovanni Borgia Enriquez, nobile, letterato e militare spagnolo († 1543)
- Bartholomäus Bruyn, pittore tedesco († 1555)
- Marco Dente, incisore italiano († 1527)
- Sigismondo II d'Este, nobile italiano († 1561)
- Filippo IV di Waldeck, nobile tedesco († 1574)
- Pedro de la Gasca, vescovo cattolico, diplomatico e generale spagnolo († 1567)
- Antonia Gonzaga, nobildonna italiana († 1540)
- Vincenzo Grandi, scultore italiano († 1577)
- Lupus Hellinck, compositore fiammingo († 1541)
- Charles de Hémard de Denonville, cardinale e vescovo cattolico francese († 1540)
- Hōjō Genan, militare giapponese († 1589)
- Robert Maxwell, V Lord Maxwell, nobile, militare e politico scozzese († 1546)
- Pedro de Medina, cosmografo e cartografo spagnolo († 1567)
- Nicolás Monardes, medico e botanico spagnolo († 1588)
- Petrus Mosellanus, umanista, filologo e teologo tedesco († 1524)
- Cecilia Orsini, nobildonna italiana († 1579)
- Antoine Sanguin de Meudon, cardinale e vescovo cattolico francese († 1559)
- Gianbernardino Scotti, cardinale e arcivescovo cattolico italiano († 1568)
- Pedro de Soto, presbitero e teologo spagnolo († 1563)
- Sten Sture il Giovane, sovrano svedese († 1520)
- Alexander Stewart, nobile e arcivescovo cattolico scozzese († 1513)
- Tommaso Vincidor, pittore e architetto italiano († 1536)
- Giovanni Domenico de Cupis, cardinale e vescovo cattolico italiano († 1553)
- Ginés de Mafra, marinaio spagnolo († 1546)
- Abd al-Wahhab al-Sha'rani, giurista egiziano († 1565)

## Morti
- 4 febbraio - Ardicino della Porta iuniore, cardinale italiano (n. 1434)
- 24 marzo - Francesco di Simone Ferrucci, scultore italiano (n. 1437)
- 31 marzo - Martín Alonso Pinzón, navigatore e esploratore spagnolo (n. 1441)
- 11 aprile - Bartolomeo Paganelli, umanista italiano
- 14 maggio - Nannina de' Medici, nobildonna italiana (n. 1448)
- 9 giugno - Hatakeyama Masanaga, militare giapponese (n. 1442)
- 14 giugno - Ermolao Barbaro il Giovane, umanista, patriarca cattolico e diplomatico italiano (n. 1454)
- 22 giugno - Giovanna Stuart, principessa scozzese (n. 1428)
- 8 luglio - Benedetto degli Alessandri, nobile e politico italiano (n. 1424)
- 18 luglio - Robert de Croixmare, arcivescovo cattolico francese (n. 1445)
- 22 luglio - Agostino de Fango, presbitero italiano
- 10 agosto - Udalrico Frundsberg, vescovo cattolico tedesco
- 19 agosto - Federico III d'Asburgo, re (n. 1415)
- 24 agosto - Andrea Cappello, ambasciatore e banchiere italiano
- 11 settembre - Caterina d'Austria, nobile (n. 1420)
- 11 ottobre - Eleonora d'Aragona, principessa italiana (n. 1450)
- 20 ottobre - Giovanni Conti, cardinale e arcivescovo cattolico italiano (n. 1414)
- 6 novembre - Andrej Vasil'evič Bol'šoj, principe russo (n. 1446)
- Stefano V Báthory, nobile e militare ungherese (n. 1430)
- Coriolano Cippico, storiografo e umanista italiano (n. 1425)
- Taddeo Dal Verme, di Luigi, condottiero italiano
- Giovanni de' Rossi, vescovo cattolico italiano (n. 1419)
- Giovanbattista Gaglioffi, vescovo cattolico italiano
- Jacopo del Sellaio, pittore italiano
- Gerolamo Landi, patriarca cattolico italiano
- Girolamo Manfredi, filosofo, medico e astrologo italiano (n. 1430)
- Philippe Pot, diplomatico francese
- Paride del Pozzo, giurista italiano (n. 1410)
- Abraham Senior, rabbino, banchiere e politico spagnolo (n. 1412)
- Pietro Antonio Solari, scultore e architetto italiano
- Luis de Torres, esploratore spagnolo
- Ludovico Urbani, pittore italiano (n. 1460)
- Enrico IV Ventimiglia, nobile, politico e militare italiano
- Alberto Visconti d'Aragona, condottiero italiano
- Antonella d'Aquino, nobile italiana
- Violante da Montefeltro, nobile italiana (n. 1430)
- Diego de Arana, politico e marinaio spagnolo (n. 1468)
- Elia del Medigo, filosofo (n. 1458)

## Calendario
| Calendario 1493 | Calendario 1493 | Calendario 1493 | Calendario 1493 | Calendario 1493 | Calendario 1493 | Calendario 1493 | Calendario 1493 | Calendario 1493 | Calendario 1493 | Calendario 1493 | Calendario 1493 | Calendario 1493 | Calendario 1493 | Calendario 1493 | Calendario 1493 | Calendario 1493 | Calendario 1493 | Calendario 1493 | Calendario 1493 | Calendario 1493 | Calendario 1493 | Calendario 1493 | Calendario 1493 | Calendario 1493 | Calendario 1493 | Calendario 1493 | Calendario 1493 | Calendario 1493 | Calendario 1493 | Calendario 1493 | Calendario 1493 | Calendario 1493 |
| --------------- | --------------- | --------------- | --------------- | --------------- | --------------- | --------------- | --------------- | --------------- | --------------- | --------------- | --------------- | --------------- | --------------- | --------------- | --------------- | --------------- | --------------- | --------------- | --------------- | --------------- | --------------- | --------------- | --------------- | --------------- | --------------- | --------------- | --------------- | --------------- | --------------- | --------------- | --------------- | --------------- |
|                 | 1               | 2               | 3               | 4               | 5               | 6               | 7               | 8               | 9               | 10              | 11              | 12              | 13              | 14              | 15              | 16              | 17              | 18              | 19              | 20              | 21              | 22              | 23              | 24              | 25              | 26              | 27              | 28              | 29              | 30              | 31              |                 |
| Gennaio         | Ma              | Me              | Gi              | Ve              | Sa              | Do              | Lu              | Ma              | Me              | Gi              | Ve              | Sa              | Do              | Lu              | Ma              | Me              | Gi              | Ve              | Sa              | Do              | Lu              | Ma              | Me              | Gi              | Ve              | Sa              | Do              | Lu              | Ma              | Me              | Gi              |                 |
| Febbraio        | Ve              | Sa              | Do              | Lu              | Ma              | Me              | Gi              | Ve              | Sa              | Do              | Lu              | Ma              | Me              | Gi              | Ve              | Sa              | Do              | Lu              | Ma              | Me              | Gi              | Ve              | Sa              | Do              | Lu              | Ma              | Me              | Gi              |                 |                 |                 |                 |
| Marzo           | Ve              | Sa              | Do              | Lu              | Ma              | Me              | Gi              | Ve              | Sa              | Do              | Lu              | Ma              | Me              | Gi              | Ve              | Sa              | Do              | Lu              | Ma              | Me              | Gi              | Ve              | Sa              | Do              | Lu              | Ma              | Me              | Gi              | Ve              | Sa              | Do              |                 |
| Aprile          | Lu              | Ma              | Me              | Gi              | Ve              | Sa              | Do              | Lu              | Ma              | Me              | Gi              | Ve              | Sa              | Do              | Lu              | Ma              | Me              | Gi              | Ve              | Sa              | Do              | Lu              | Ma              | Me              | Gi              | Ve              | Sa              | Do              | Lu              | Ma              |                 |                 |
| Maggio          | Me              | Gi              | Ve              | Sa              | Do              | Lu              | Ma              | Me              | Gi              | Ve              | Sa              | Do              | Lu              | Ma              | Me              | Gi              | Ve              | Sa              | Do              | Lu              | Ma              | Me              | Gi              | Ve              | Sa              | Do              | Lu              | Ma              | Me              | Gi              | Ve              |                 |
| Giugno          | Sa              | Do              | Lu              | Ma              | Me              | Gi              | Ve              | Sa              | Do              | Lu              | Ma              | Me              | Gi              | Ve              | Sa              | Do              | Lu              | Ma              | Me              | Gi              | Ve              | Sa              | Do              | Lu              | Ma              | Me              | Gi              | Ve              | Sa              | Do              |                 |                 |
| Luglio          | Lu              | Ma              | Me              | Gi              | Ve              | Sa              | Do              | Lu              | Ma              | Me              | Gi              | Ve              | Sa              | Do              | Lu              | Ma              | Me              | Gi              | Ve              | Sa              | Do              | Lu              | Ma              | Me              | Gi              | Ve              | Sa              | Do              | Lu              | Ma              | Me              |                 |
| Agosto          | Gi              | Ve              | Sa              | Do              | Lu              | Ma              | Me              | Gi              | Ve              | Sa              | Do              | Lu              | Ma              | Me              | Gi              | Ve              | Sa              | Do              | Lu              | Ma              | Me              | Gi              | Ve              | Sa              | Do              | Lu              | Ma              | Me              | Gi              | Ve              | Sa              |                 |
| Settembre       | Do              | Lu              | Ma              | Me              | Gi              | Ve              | Sa              | Do              | Lu              | Ma              | Me              | Gi              | Ve              | Sa              | Do              | Lu              | Ma              | Me              | Gi              | Ve              | Sa              | Do              | Lu              | Ma              | Me              | Gi              | Ve              | Sa              | Do              | Lu              |                 |                 |
| Ottobre         | Ma              | Me              | Gi              | Ve              | Sa              | Do              | Lu              | Ma              | Me              | Gi              | Ve              | Sa              | Do              | Lu              | Ma              | Me              | Gi              | Ve              | Sa              | Do              | Lu              | Ma              | Me              | Gi              | Ve              | Sa              | Do              | Lu              | Ma              | Me              | Gi              |                 |
| Novembre        | Ve              | Sa              | Do              | Lu              | Ma              | Me              | Gi              | Ve              | Sa              | Do              | Lu              | Ma              | Me              | Gi              | Ve              | Sa              | Do              | Lu              | Ma              | Me              | Gi              | Ve              | Sa              | Do              | Lu              | Ma              | Me              | Gi              | Ve              | Sa              |                 |                 |
| Dicembre        | Do              | Lu              | Ma              | Me              | Gi              | Ve              | Sa              | Do              | Lu              | Ma              | Me              | Gi              | Ve              | Sa              | Do              | Lu              | Ma              | Me              | Gi              | Ve              | Sa              | Do              | Lu              | Ma              | Me              | Gi              | Ve              | Sa              | Do              | Lu              | Ma              |                 |